# William Nylander
William (Wilhem) Nylander (Oulu, 3 januari 1822 - Parijs, 29 maart 1899) was een Fins botanicus en entomoloog.

## Biografie
Nylander behaalde zijn doctoraat in de geneeskunde aan de Universiteit van Helsinki in 1847, maar richtte zich daarna eerst op zoölogie, met name insectenonderzoek (entomologie), en vervolgens op botanie. In 1857 ontving hij het hoogleraarschap voor de nieuw gecreëerde leerstoel botanie aan de Universiteit van Helsinki. Na zes jaar gaf hij deze functie echter op en verhuisde naar Parijs, waar hij als overwegend freelance wetenschapper leefde zonder vaste baan (afgezien van incidenteel werk in het Muséum national d'histoire naturelle) en een vast inkomen. Pas in 1878 ontving hij een bescheiden pensioen uit Finland.
In Parijs bouwde hij een uitgebreide verzameling korstmossen op en werd hij een van 's werelds meest vooraanstaande lichenologen van zijn tijd. In totaal beschreef hij naar schatting 3.000 soorten of vormen van korstmossen en publiceerde hij meer dan 300 wetenschappelijke artikelen.
Nylander pionierde met de techniek om korstmossen te determineren door het gebruik van chemische reagentia, zoals tincturen van jodium en hypochloriet. Deze methodes worden vandaag de dag nog steeds door korstmosdeskundigen gebruikt.  Aan de andere kant was hij een felle tegenstander van de later erkende theorie van Simon Schwandernder, die korstmossen interpreteerde als een symbiose tussen algen en schimmelpartner.
Nylander was de eerste die zich realiseerde dat luchtverontreiniging gevolgen had voor de groei van korstmossen, een belangrijke ontdekking die de weg vrijgemaakt heeft voor het gebruik van korstmossen om verontreiniging te detecteren en om de zuiverheid van de lucht te bepalen.
De standaard auteursafkorting Nyl. wordt gebruikt om deze persoon als auteur aan te geven bij het citeren van een botanische naam.
De korstmossencollectie van Nylander met meer dan 50.000 exemplaren bevindt zich nu aan de Universiteit van Helsinki in het Finse natuurhistorisch museum.
- Bibsys: 90314133
- Bibliothèque nationale de France: cb12334820c (data)
- Author citation (botany): Nyl.
- Catàleg d'autoritats de noms i títols de Catalunya: 981058508622306706
- Gemeinsame Normdatei: 117588067
- International Standard Name Identifier: 0000 0001 2136 9040
- Library of Congress Control Number: no96054773
- Nationale Bibliotheek van Tsjechië: mub2014840903
- Nederlandse Thesaurus van Auteursnamen: 078278597
- SNAC: w6wh5vnt
- Système universitaire de documentation: 032289898
- Museum of New Zealand Te Papa Tongarewa: 49992
- Virtual International Authority File: 64788345
- WorldCat: E39PBJrGqJHr4dgQk6tPYWHBfq